# Live from Beyond Hell / Above Heaven
Live from Beyond Hell / Above Heaven ist das dritte Videoalbum bzw. erste Livealbum der dänischen Metal-Band Volbeat. Sie erschien am 25. November 2011 über Universal Records.

## Inhalt
Die erste DVD enthält einen Mitschnitt des Konzerts im Kopenhagener Forum am 19. November 2010, bei dem Volbeat vor etwa 10.000 Zuschauern spielte. Bei dem Konzert traten beinahe sämtliche Gastmusiker auf, die auf den Studioalben der Band zu hören waren. Jacob Øelund spielt bei dem Lied 16 Dollars den Kontrabass. Bei dem Lied Evelyn, bei dem im Original Barney Greenway von Napalm Death zu hören ist, übernahm Lars-Göran Petrov von der Band Entombed, die bei dem Konzert im Vorprogramm spielten, den Gesang. Pernille Rosendahl von der Band The Storm tritt bei dem Lied Mary Ann’s Place auf. Bei 7 Shots spielt Michael Denner ein Gitarrensolo und Kreator-Sänger Mille Petrozza ist als Gastsänger zu hören. Der Boxer Mikkel Kessler tritt bei A Warrior’s Call, der von der Band für ihn geschriebenen Einmarschhymne. Zuletzt tritt Johan Olsen bei dem Lied The Garden’s Tale auf. Das Intro enthält Auszüge aus dem Werk Tanz der Ritter des russischen Komponisten Sergei Prokofjew. Bei Sad Man’s Tongue spielt die Band Teile des Liedes Holy Diver der Band Dio, während bei The Human Instrument Ausschnitte des Liedes Raining Blood der Band Slayer gespielt werden.
Die zweite DVD beginnt mit einem Mitschnitt des Konzerts im House of Blues in der kalifornischen Stadt Anaheim vom 9. April 2011. Das Lied Angelfuck ist eine Coverversion eines Liedes der Band Misfits. Als Gastsänger tritt Rob Caggiano von der Band Anthrax auf. Bei dem Lied I Only Wanna Be With You werden Volbeat vom Anthrax-Gitarristen Scott Ian unterstützt. Es folgen drei Lieder, die bei Volbeats Auftritt beim Rock-am-Ring-Festival am 5. Juni 2011 aufgezeichnet wurden. Abgeschlossen wird die zweite DVD von Backstageimpressionen.

## Titelliste
| Disc 1 | Disc 2 |
| --- | --- |
| Forum, Kopenhagen, Dänemark 19. November 2010 1. Intro 2. The Mirror and the Ripper 3. Maybellene i Hofteholder 4. Hallelujah Goat 5. 16 Dollars 6. Heaven Nor Hell 7. Guitar Gangsters & Cadillac Blood 8. Who They Are 9. Evelyn 10. Mary Ann’s Place 11. Sad Man’s Tongue 12. We 13. 7 Shots 14. Pool of Booze, Booze, Booza/Boa 15. A Warrior’s Call 16. The Garden’s Tale 17. Fallen 18. Thanks 19. The Human Instrument | House of Blues, Anaheim, Kalifornien 9. April 2011 1. A Moment Forever/Hallelujah Goat 2. Radio Girl 3. Angelfuck 4. Mr & Mrs Ness 5. Still Counting 6. Pool of Booze, Booze, Booza/Boa 7. I Only Wanna Be With You Rock am Ring, Nürburgring, Deutschland 5. Juni 2011 1. Sad Man’s Tongue 2. Mary Ann’s Place 3. Still Counting Bonusmaterial 1. Beyond the Scenes |

## Rezeption
Christof Leim vom deutschen Magazin Metal Hammer bezeichnete Live from Beyond Hell / Above Heaven als „cooles Live-Dokument“. Die DVD zeige, dass Volbeat „live schlicht Spaß machen“ und „großes Rock-Kino mit viel Wumms in Bild und Klang“ aufführen. Leim gab der DVD sechs von sieben Punkten. Frank Albrecht vom deutschen Magazin Rock Hard beschrieb das Material als „stimmig“, bemängelte aber „kleine Schwächen in der Setlist“. Die Leser des Metal Hammer wählten Live from Beyond Hell / Above Heaven zur besten DVD des Jahres 2011. In Deutschland wurde die DVD mit Platin ausgezeichnet.